# 奧斯汀·瑪宏
奧斯汀·卡特·瑪宏（1996年4月4日—），是一名美國創作歌手及模特兒，現在是Elektra唱片旗下的歌手。2015年，瑪宏自組個人工作室，AM Music LLC。
瑪宏通過上傳翻唱作品至YouTube平台上而成名，其中歌曲《我們之間的愛呢?》在美國獲得金唱片銷量認證，令他人氣急升。而於2014年聯同Pitbull發行的歌曲《Mmm Yeah》在告示牌百強單曲榜獲得第49位，是他在該榜單排名最高的歌曲。
2017年正式發行個人出道專輯《埋頭苦幹》，僅在日本發售。其中同名主打歌在2015年發行，在2017年被日本搞笑藝人知惠美千惠巳用作背景音樂，因此在告示牌日本熱門100金曲榜獲得第4名並獲得金唱片銷量認證。

## 早期生活
瑪宏出生在德克薩斯州的聖安東尼奧。他的父親去世時他才13個月大，他和他的母親在德克薩斯長大。他的母親和她的第二任丈夫離婚後，瑪宏搬回聖安東尼奧，並簡單地出席了Lady Bird Johnson高中，但由於他的名氣越來越大，很快就不得不輟學，並在家中接受教育。

## 演藝生涯

### 2010年－2012年：出道前
瑪宏2010年6月第一次與他的朋友亞歷克斯康斯坦西奧(Alex Constancio)開始在YouTube上發布音樂影片。2011年1月，他開始建立一個線上頻道，他已經被稱為"第二個到來的小賈斯汀"。2011年10月瑪宏發布了一段翻唱小賈斯汀的歌曲"Mistletoe"影片。

### 2012年－2014年：《迷你專輯》、《秘密》
2012年8月28日，瑪宏宣布，他已正式與環球共和唱片簽約。瑪宏的首支單曲《11:11》在告示牌榜外單曲榜獲得第16名，在最佳熱門發現歌曲榜則獲得第19名。在2012年11月，瑪宏正式成為小韋恩旗下時裝品牌的青少年大使。他也有為麥當勞和墨西哥小吃品牌Hot Nuts拍攝廣告。他的第二首單曲《說些什麼》在主流四十強單曲榜中獲得第34名。在2013年5月29日，個人首張迷你專輯僅在日本發行。
2013年6月，瑪宏發行單曲《我們之間的愛呢?》，該音樂影片獲得MTV音樂錄像帶大獎最值得關注新人獎，並被選為泰勒斯紅色巡迴演唱會其中一位開場嘉賓。同年7月，瑪宏聯同貝姬·G共同為電影《藍精靈2》演繹歌曲《魔術師》。10月，他開啟他個人首個巡迴演唱會《MTV最值得關注新人巡迴演唱會》。11月13日，瑪宏發行宣傳單曲《愛情炸彈》；《Mmm Yeah》則作為他個人第二張迷你專輯《秘密》的主打曲
。《秘密》在2014年5月27日發行，同年7月25日瑪宏開啟個人第二場巡唱《奧斯汀·瑪宏：巡迴演唱會》。

### 2015年－2016年：《這不是專輯》、《給你和我》
2015年，他以個人名義在他個人SoundCloud平台上發行了多首歌曲，包括《呼喚我的名字》、《屬於我倆的地方》、《等待這份愛情》、《像你一樣的人》及《愛的折磨》。瑪宏出演貝姬·G新單曲《如此相愛》的音樂影片，二人當時為情侶，該影片於2015年5月6日發佈。同年7月1日，瑪宏推出個人出道專輯的主打歌《埋頭苦幹》。他向《告示牌》透露，專輯將於2015年年底發行。8月，他被電台主持人埃爾維斯·杜蘭選為八月之星，並獲邀到NBC的《今日秀》表演最新單曲《埋頭苦幹》。
於9月5日，他確認將聯同T.I.和皮婭·米婭作為傑森·德魯羅巡迴演唱會的暖場嘉賓。在9月至10月期間，他通過SoundCloud軟件平台上發佈多首歌曲，包括《說做就做》、《愛你當你前進》、《並不遙遠》和《放在我身上》。瑪宏在11月向《青少年時尚》透露，他將會在年底前發佈免費的混音帶。混音帶《這不是專輯》在2015年12月15日發佈。2016年5月被選為美國百貨公司梅西百貨其中一名宣傳大使。同年8月發佈了兩首單曲《發送到我的手機》和《攀附》。於2016年12月7日，通過Facebook直播，瑪宏公佈第二張混音帶的名稱為《給你和我》，並於12月30日正式發行。

### 2017年－2018年：出道專輯《骯髒勾當》、《氧氣》
個人出道專輯《骯髒勾當》於2017年10月18日由日本環球音樂發行，僅限於日本地區發售。
個人第三張迷你專輯《氧氣》於2018年5月16日發行，僅限於日本地區發售。

### 2019年至今：個人第二張專輯
於2019年2月4日，瑪宏和Elektra唱片簽約，並發行全新單曲《我們何不?》，並由查理·普斯創作。同年4月4日，生日當天發佈單曲《焦躁》。2019年6月19日，發佈第三首單曲《獨自跳舞》。
2020年3月6日，4B、瑪宏和亞伯拉罕·馬特奧合作的全新單曲《Lucid》正式發行。同年10月，瑪宏在社會化媒體OnlyFans開設帳戶，並在該平台上預先發行全新單曲《夏日戀曲》。

## 模特生涯

### 雜誌拍攝
| 年份 | 期數   | 雜誌名稱                     | 備註                                                    | 來源   |
| 2010 | 3月刊  | 《17》(美國)                 | 內頁                                                    |        |
| 2012 | 12月刊 | 《J-14》(美國)               | 內頁                                                    |        |
| 2013 | 1月刊  | 《NKD》(美國)                | 封面                                                    |        |
| 2013 | 4月刊  | 《FAZE》(加拿大)             | 封面                                                    |        |
| 2013 | 6月刊  | 《Bravo》(德國)              | 封面 和賽琳娜·戈麥斯、賈斯汀·比伯                       |        |
| 2013 | 7月刊  | 《Dream You》(土耳其)        | 封面                                                    |        |
| 2013 | 8月刊  | 《Hey Girl》(土耳其)         | 封面 和賽琳娜·戈麥斯、賈斯汀·比伯、拉娜·德雷及泰勒·洛納 |        |
| 2013 | 12月刊 | 《Tú》(墨西哥)               | 內頁                                                    |        |
| 2014 | 1月刊  | 《Hey Girl》(土耳其)         | 封面 和麥莉·希拉、賽琳娜·戈麥斯及寇弟·辛普森            |        |
| 2014 | 1月刊  | 《Tú》(厄瓜多爾)             | 封面                                                    |        |
| 2014 | 2月刊  | 《Dream You》(土耳其)        | 封面 和麥莉·希拉、克瑞姆·柏辛                           |        |
| 2014 | 7月刊  | 《Pop-up》(土耳其)           | 封面                                                    |        |
| 2014 | 7月刊  | 《U! Girl》(希臘)            | 封面                                                    |        |
| 2014 | 7月刊  | 《YRB》(美國)                | 封面                                                    | [ 50 ] |
| 2014 | 11月刊 | 《Tú》(墨西哥)               | 封面                                                    |        |
| 2014 | 12月刊 | 《Teen Vogue》(美國)         | 封面                                                    | [ 51 ] |
| 2015 | 1月刊  | 《Teen Vogue》(美國)         | 封面                                                    | [ 51 ] |
| 2015 | 1月刊  | 《Tú》(南美洲)               | 封面                                                    |        |
| 2015 | 4月刊  | 《Hey Girl》(土耳其)         | 內頁                                                    |        |
| 2015 | 7月刊  | 《Bravo》(塞爾維亞)          | 封面                                                    |        |
| 2015 | 9月刊  | 《Teen Vogue》(希臘)         | 封面                                                    |        |
| 2015 | 12月刊 | 《Paper》(美國)              | 待查                                                    |        |
| 2016 | 7月刊  | 《Hey Girl》(土耳其)         | 內頁                                                    |        |
| 2017 | 1月刊  | 《Vulkan》(美國)             | 封面                                                    |        |
| 2018 | 3月刊  | 《1883》(英國)               | 封面                                                    |        |
| 2018 | 11月刊 | 《時裝L'OFFICIEL》(愛沙尼亞) | 封面                                                    |        |
| 2019 | 2月刊  | 《Galore》(美國)             | 封面                                                    | [ 52 ] |
| 2019 | 5月刊  | 《Essentials》(美國)         | 封面                                                    |        |
| 2019 | 7月刊  | 《Wonderland》(英國)         | 封面                                                    |        |
| 2019 | 9月刊  | 《17》(墨西哥)               | 封面                                                    |        |
| 2019 | 9月刊  | 《In Love》(美國)            | 封面                                                    |        |
| 2019 | 11月刊 | 《Nude》(美國)               | 封面                                                    | [ 53 ] |

## 個人生活

### 感情生活
瑪宏曾經與卡蜜拉·卡貝羅及貝姬·G交往。

## 音樂作品
- 《骯髒勾當》(英語：Dirty Work) (2017)
- 《孤星故事》(英語：A Lone Star Story) (2023)

## 演唱會及巡迴演出
| 個人領銜 - MTV最受矚目藝人巡迴演出(2013–2014) - 奧斯汀·瑪宏:巡演 (2014) - 你+我巡迴演出 (2017) - 奧斯汀·瑪宏Oxygen日本巡演 (2018) | 開場嘉賓 - 紅色巡迴演唱會 (2013) (泰勒絲) - 夏日巡迴演唱會 (2013) (布莉琪·門德勒) - 傑森·德魯羅世界巡迴演唱會 (2015) (傑森·德魯羅) |

## 外部連結
- 官方網站 （页面存档备份，存于）